# Bicellaria stackelbergi
Bicellaria stackelbergi is een vliegensoort uit de familie van de Hybotidae. De wetenschappelijke naam van de soort is voor het eerst geldig gepubliceerd in 1955 door Tuomikoski.